# Каргалы (приток Чермасана)
Каргалы — река в России, протекает по Республике Башкортостан. Устье реки находится в 124 км по правому берегу Чермасана. Длина реки — 22 км, площадь водосборного бассейна — 153 км².

## Данные водного реестра
По данным государственного водного реестра России относится к Камскому бассейновому округу, водохозяйственный участок реки — Белая от города Уфы до города Бирска, речной подбассейн реки — Белая. Речной бассейн реки — Кама.